# Женерал-Камара
Женерал-Камара (порт. General Câmara) — муниципалитет в Бразилии, входит в штат Риу-Гранди-ду-Сул. Составная часть мезорегиона Агломерация Порту-Алегри. Входит в экономико-статистический микрорегион Сан-Жерониму. Население составляет 8619 человек на 2006 год. Занимает площадь 494,025 км². Плотность населения — 17,4 чел./км².

## История
Город основан 4 мая 1881 года.

## Статистика
- Валовой внутренний продукт на 2003 год составляет 50 855 680,00 реалов (данные: Бразильский институт географии и статистики).
- Валовой внутренний продукт на душу населения на 2003 год составляет 5863,68 реала (данные: Бразильский институт географии и статистики).
- Индекс развития человеческого потенциала на 2000 год составляет 0,784 (данные: Программа развития ООН).